# Elektro- und Elektronikindustrie in Österreich
Die Elektro- und Elektronikindustrie in Österreich  ist die zweitgrößte Industriebranche des Landes und exportiert rund 70 % ihrer Produktion. 2009 lag der Produktionswert bei ca. € 10,9 Mrd. der Umsatz bei ca. € 13,9 Mrd. Im 1. Halbjahr 2010 waren rund 58.000 Menschen in der Elektro- und Elektronikindustrie beschäftigt. Die Elektro- und Elektronikindustrie ist einer der innovativsten Industriezweige in Österreich und tätigt rund ein Drittel der F&E-Investitionen. Die Interessen der über 300 Unternehmen der Elektro- und Elektronikindustrie werden vom Fachverband der Elektro- und Elektronikindustrie vertreten.
Die wichtigsten Fachbereiche der Elektro- und Elektronikindustrie sind Energietechnik, Verkehrstechnik, Beleuchtung, Consumer Electronics, Antriebstechnik, Informations- und Kommunikationstechnik, Elektronik und Automatisierungstechnik.
Die Elektroindustrie ist der Industriezweig der Elektrotechnik, der sich bis in die 1970er Jahre in Stark- und Schwachstrom teilte, eine Einteilung, die heute kaum noch verwendet wird. Die Ergänzung der Elektroindustrie um Elektronikindustrie ergab sich durch den Aufstieg der Elektronik, die an und für sich ein Teilbereich der Elektrotechnik war und ist.

## Die Anfänge bis zum Ersten Weltkrieg
Den Beginn der Elektro- und Elektronikindustrie machten in Österreich in den 1840er Jahren die ersten Telegraphenlinien. 1867 wurde der erste Radmotor entwickelt, 1871 die Gleichstrommaschine von Pfandler. Besonders wichtig war das Jahr 1883: In Wien fand die Internationale Elektrische Ausstellung statt, der Elektrotechnische Verein und die ersten Lehrstühle für Elektrotechnik wurden gegründet, das erste Mal ein großer Platz (der Eislaufverein) elektrisch beleuchtet. Bis zum Ausbruch des Ersten Weltkriegs gab es viele Entwicklungen wie den ersten Fernsprecher 1881, das erste elektrische Bügeleisen 1888 oder die erste wechselstrombetriebene Eisenbahn 1904. Ausländische Großunternehmen siedelten sich an, kleinere und mittlere Unternehmen entstanden, Zentrum war die Hauptstadt Wien. Bis zum Ersten Weltkrieg wuchs die Elektroindustrie zu einer Großindustrie heran und gründete am 26. Juni 1914 eine eigene Interessenvertretung.

## Die Zwischenkriegszeit und der Zweite Weltkrieg
Nach dem Ersten Weltkrieg und dem Zerfall der Habsburgermonarchie sowie den Gebietsverlusten der Pariser Friedensverträge fehlten der Elektroindustrie Rohstoffe und Absatzmärkte, der Großteil der Unternehmen, verblieb aufgrund der Konzentrierung auf den Großraum Wien, aber in Österreich. Die Elektrifizierung der österreichischen Eisenbahn, die 1920 per Gesetz verordnet wurde, die Intensivierung der Wasserkraft als Ausgleich für die mangelnden Ressourcen zur Energiegewinnung sowie die neue Technik der drahtlosen Übertragung von Tönen setzten neue Impulse. Exporte nach Mittelosteuropa und Westeuropa wurden forciert, eine große Errungenschaft war der erste Rundfunksender im Jahr 1923. Die Wirtschaftskrise der 30er Jahre führte zu einem Einbruch der Elektro- und Elektronikindustrie und 1938 wurde die österreichische Elektro- und Elektronikindustrie nach der Annexion Österreichs in die deutsche Industrie eingegliedert. In den Kriegsjahren diente sie hauptsächlich der Kriegsindustrie, für die auch Kriegsgefangene, KZ-Insassen und Zwangsarbeiter herangezogen wurden. Aus diesem Grund leistete der Fachverband der Elektro- und Elektronikindustrie 2001 einen Beitrag zum Restitutionsfond in Höhe von ATS 16,4 Mio., was 11,08 % des Gesamtaufkommens der Industrie in Österreich im Jahr 2000 entspricht.

## Die Nachkriegszeit
Durch die Kriegsschäden, den absoluten Zusammenbruch der Wirtschaft und die Demontage der Industrieanlagen durch die Besatzungsmacht war die Elektro- und Elektronikindustrie 1945 faktisch fast zum Erliegen gekommen und musste beinahe vollständig neu aufgebaut werden. Ab 1948 wurde diese Entwicklung durch den Marshallplan unterstützt und die Produktion erreichte bereits wieder Vorkriegsniveau. Bis 1963 wurden deutliche Zuwächse verzeichnet und der Schwachstromsektor wurde gleichbedeutend mit dem Starkstromsektor. Der Export konzentrierte sich aufgrund des Kalten Krieges fast ausschließlich auf Westeuropa und die USA.

## Das Zeitalter der Digitalisierung
Neben dem Aufstieg der Elektronik, die auch im engen Zusammenhang mit dem Aufkommen und Erstarken des Computers steht, war die Digitalisierung der Fernsprechnetze ab Beginn der 1980er Jahre, die in der Folge viele weitere Bereiche erfasste, ein wichtiger Impulsgeber. Seit den 90er Jahren liefert die österreichische Elektro- und Elektronikindustrie komplexe Produkte für eine globalisierte und vernetzte Welt und bietet zunehmend auch Dienstleistungen an. In der Informations- und Kommunikationstechnologie und Nanotechnologie werden Halbleiterprodukte für MP3-Player und Handys sowie für die Breitbandkommunikation und W-Lan-Chips produziert. Mit Entwicklungen wie Matrix-Turbine, Steuerungssystemen von Windkraftwerken, automatischer Motorensteuerung zur Senkung des Energieverbrauchs, Photovoltaikanlagen-, -anwendungen und -komponenten und der Arbeit an LED-Lampen arbeitet die österreichische Elektro- und Elektronikindustrie an energieeffizienten und umweltfreundlichen Produkten und Systemen. Um auf den wechselnden Energiebedarf einzugehen, da Strom nicht gespeichert werden kann, werden sogenannte Smart Grid Systeme entworfen, die aktiv auf die aktuellen Anforderungen reagieren, um Über- und Unterkapazitäten zu vermeiden. Mit eMaut und elektronische Verkehrssteuerungssystemen entwickeln die Unternehmen die Verkehrssystemen der Zukunft. Im eHealth-Bereich bieten sie Lösungen wie die e-card oder Telecare-Systeme und gemeinsam mit der Textilindustrie erarbeitet sie Smart-Textiles-Lösungen.
Heute ist die Elektro- und Elektronikindustrie der wichtigste Infrastrukturausstatter in den Bereichen Verkehr, Energie, Kommunikation und Gesundheit und mit zahlreichen anderen Produkten und Anwendungen im Alltag omnipräsent.